# FK Krumowgrad

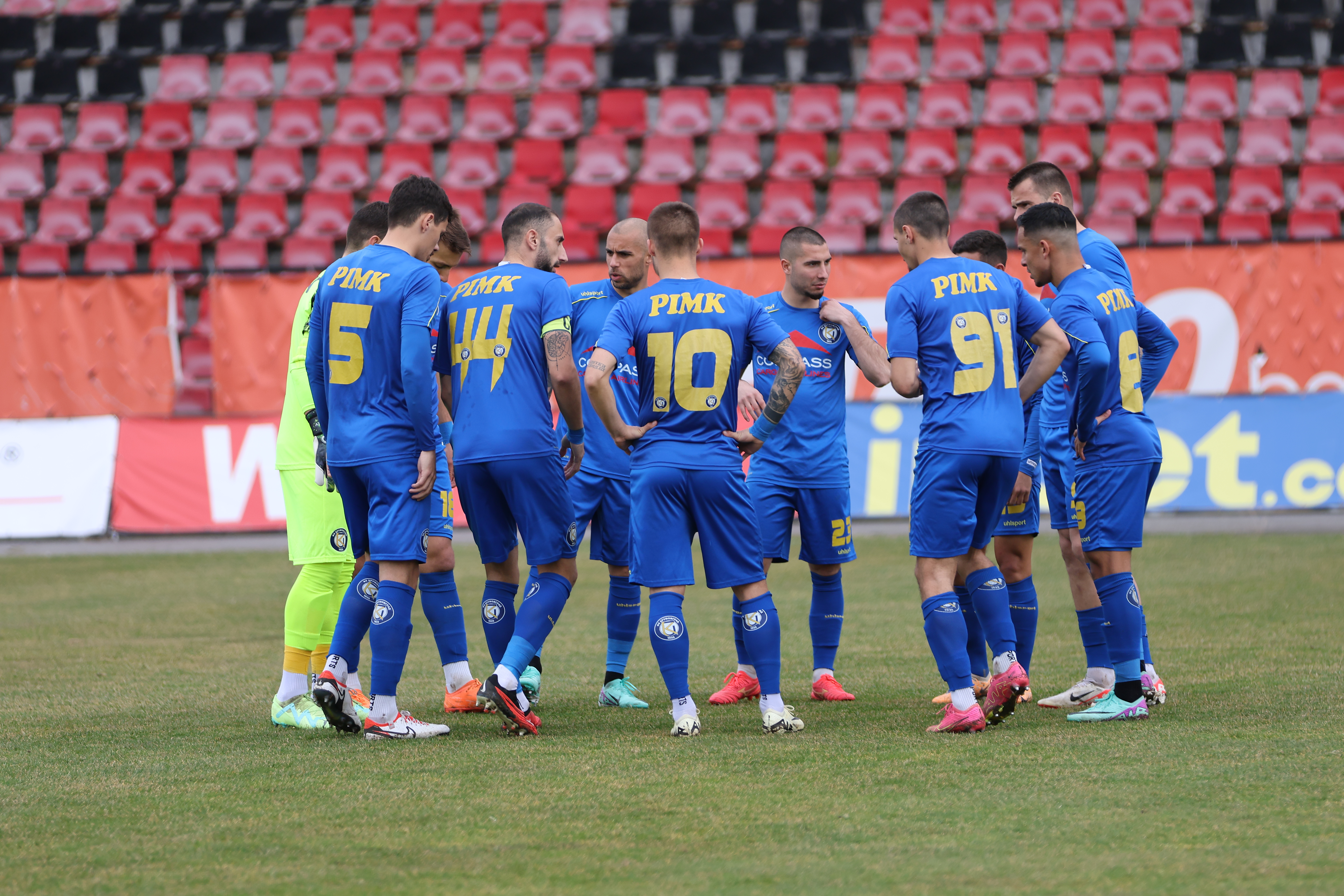

FK Krumowgrad (bułg. Футболен клуб Крумовград) – bułgarski klub piłkarski, mający siedzibę w mieście Krumowgrad, na południu kraju, grający od sezonu 2025/26 w rozgrywkach Wtora PFL.

## Historia
Chronologia nazw:
- 1925: FK Lewski Krumowgrad (bułg. ФК Левски (Крумовград))
- 200?: klub rozwiązano
- 2005: FK Lewski 2005 Krumowgrad (bułg. ФК Левски 2005 (Крумовград))
- 2021: FK Krumowgrad (bułg. ФК Крумовград)

Klub piłkarski Lewski został założony w Krumowgradzie w 1925 roku. Zespół grał głównie w ligach regionalnych. Największy sukces to awans w 1962 roku do Zonowej futbołnej grupy Rodopi (D3), ale w sezonie 1962/63 zajął spadkowe 14. miejsce i wrócił do rozgrywek na szczeblu regionalnym. Na przełomie XX i XXI wieków klub przez krótki okres nie istniał, jednak w 2005 roku został reaktywowany pod nazwą Lewski 2005. Najpierw grał w rozgrywkach lokalnych. Dopiero w sezonie 2010/11 zespół startował w rozgrywkach Obwodowej grupy Kyrdżali (D4). W sezonie 2020/21 zajął piątą pozycję w Międzyobwodowej grupie Kyrdżali/Smolan i zakwalifikował się do baraży o awans. W pierwszej rundzie przegrał 2:4 z Sweti Nikoła Burgas i w drugiej rundzie miał spotkać się z Pałas Rudozem w meczu o trzecie miejsce, które zapewniało awans. Klub z Burgasu zrezygnował z awansu, dlatego mecz został anulowany. Lewski 2005 wraz z Pałasem oraz Asenowiec 2005 Asenowgrad otrzymali promocję do Południowowschodniej Trzeciej Ligi (D3). W październiku 2021 roku klub zmienił nazwę na FK Krumovgrad i przyjął nowe logo. W sezonie 2021/22 zespół zwyciężył w grupie i awansował do Drugiej Ligi. Sezon 2022/23 zakończył na trzeciej pozycji, ale tak jak zwycięzca nie miał prawa awansu, to już 26 maja 2023 roku po raz pierwszy w swojej historii zapewnił sobie miejsce w Pierwszej lidze.

## Barwy klubowe, strój, herb, hymn
|  |  |

Klub ma barwy niebiesko-żółte. Zawodnicy domowe spotkania zazwyczaj grają w niebieskich koszulkach, niebieskich spodenkach oraz niebieskich getrach.

## Sukcesy

### Trofea międzynarodowe
Nie uczestniczył w rozgrywkach europejskich (stan na 31-05-2023).

### Trofea krajowe
| \| \| Zdobyte trofea w rozgrywkach Bułgarii (stan na: 31-05-2023) \| |                                                             |      |          |
| Rozgrywki                                                            | Osiągnięcie                                                 | Razy | Sezon(y) |
| · Mistrzostwo                                                        | I miejsce                                                   | 0    |          |
| · Mistrzostwo                                                        | II miejsce                                                  | 0    |          |
| · Mistrzostwo                                                        | III miejsce                                                 | 0    |          |
| · Mistrzostwo                                                        | ?.miejsce                                                   | 1    | 2023/24  |
| Puchar                                                               | zdobywca                                                    | 0    |          |
| Puchar                                                               | finalista                                                   | 0    |          |
| Puchar                                                               | 1/8 finału                                                  | 1    | 2021/22  |
| II liga                                                              | I miejsce                                                   | 0    |          |
| II liga                                                              | II miejsce                                                  | 0    |          |
| II liga                                                              | III miejsce                                                 | 3    | 2022/23  |
| Bułgaria                                                             | Zdobyte trofea w rozgrywkach Bułgarii (stan na: 31-05-2023) |      |          |

- Jugoiztoczna Treta Liga (D3):
  - mistrz (1x): 2021/22

## Poszczególne sezony

### Rozgrywki międzynarodowe

#### Europejskie puchary
Nie uczestniczył w rozgrywkach europejskich.

### Rozgrywki krajowe
| \| Bułgaria \| Bilans występów klubu w rozgrywkach piłkarskich Bułgarii (Stan na 31 maja 2023 r.) \| \| |                                                                                    |        |       |   |   |   |    |    |     |            |        |        |      |
| Poziom                                                                                                  | Rozgrywki                                                                          | Sezony | Mecze | Z | R | P | B+ | B– | Pkt | Lata       | Awanse | Spadki | Naj. |
| I | Pyrwa liga                                                                         | 1      |       |   |   |   |    |    |     | od 2023    | 0      | 0      | ?    |
| II | Wtora liga                                                                         | 1      |       |   |   |   |    |    |     | 2022/23    | 1      | 0      | 3    |
| III | Jugoiztoczna Treta Liga                                                            | 1      |       |   |   |   |    |    |     | 2021/22    | 1      | 0      | 1    |
| | Puchar Bułgarii                                                                    | 2      |       |   |   |   |    |    |     | od 2021/22 | 0      | 0      | 1/8  |
| Bułgaria                                                                                                | Bilans występów klubu w rozgrywkach piłkarskich Bułgarii (Stan na 31 maja 2023 r.) |        |       |   |   |   |    |    |     |            |        |        |      |

## Piłkarze, trenerzy, prezydenci i właściciele klubu

### Piłkarze

#### Aktualny skład zespołu
Stan na28 września 2023
| Nr | Poz. | Piłkarz                                  |
| -- | ---- | ---------------------------------------- |
| 1  | BR   | Janko Georgiew                           |
| 2  | OB   | Dżunejt Ali                              |
| 3  | OB   | Kałojan Pehliwanow                       |
| 5  | OB   | Matej Šimić                              |
| 6  | OB   | Jefferson Granado (wyp. z Botew Płowdiw) |
| 7  | NA   | Bruno Garcia                             |
| 8  | NA   | Martin Sorakow (wyp. z Sławia Sofia)     |
| 9  | NA   | Aleksandyr Kolew                         |
| 10 | PO   | Serkan Jusein                            |
| 11 | PO   | Aleksandyr Georgiew                      |
| 13 | NA   | Diego Raposo                             |
| 14 | PO   | Daniel Miljanović                        |
| 17 | NA   | Patrick Luan                             |

| Nr | Poz. | Piłkarz                              |
| -- | ---- | ------------------------------------ |
| 18 | OB   | Klaidher Macedo                      |
| 20 | PO   | Dżunejt Jaszar                       |
| 21 | BR   | Błagoj Makendżiew                    |
| 22 | PO   | Biser Bonew (wyp. z Botew Płowdiw)   |
| 23 | PO   | Dimityr Tonew (wyp. z Botew Płowdiw) |
| 30 | PO   | Żak Pehliwanow                       |
| 44 | PO   | Bożidar Kacarow (kapitan)            |
| 72 | OB   | Rayan Senhadji                       |
| 77 | NA   | Oktaj Jusein                         |
| 80 | NA   | Kitan Wasilew                        |
| 88 | PO   | Renan Areias                         |
| 91 | OB   | Wiaczesław Welew                     |
|    | OB   | Lucas Santana                        |

### Trenerzy
...
- 2021–2022:  Stefan Genow
- 07.2022–10.2022:  Akis Wawalis
- 11.2022–12.2022:  Welisław Wucow
- 01.2023–28.10.2023:  Nemanja Miljanović
- od 28.10.2023:  Stanisław Genczew

## Struktura klubu

### Stadion
Klub piłkarski rozgrywa swoje mecze domowe na stadionie Krumowgrad w Krumowgradzie, który może pomieścić 1.500 widzów.

## Kibice i rywalizacja z innymi klubami

### Derby
- Arda Kyrdżali
- Rodopski Sokol Kyrdżali
- Rodopi 1935 Momcziłgrad